# Anders Johan Lagus
Anders Johan Lagus, född den 3 augusti 1772 i Idensalmi, Finland, död den 23 januari 1831 i Helsingfors, var en finländsk professor i teologisk sedelära och praktisk filosofi.

## Biografi
Lagus var son till en lantdagsman och kyrkoherde i Iisalmi och sändes som 13-åring till Uppsala universitet. Han blev där bekant med Kants filosofi, som han senare, från år 1794, blev förespråkare för i Åbo. Hösten 1796 blev han docent i grekisk filologi och senare amanuens vid biblioteket. 
År 1799 blev Lagus teologie kandidat, motsvarande dagens licentiatexamen, och samma år doktor, men fick på grund av sin låga ålder vänta på promoveringen till den festpromotion som 1818 gjordes till minnet av Martin Luthers reformation. Han vigdes till präst 1803 och utnämndes till professor i logik och teoretisk filosofi 1812 vid Åbo Akademi. Han var rektor för akademin 1818 – 19.
År 1824 utnämndes Lagus till professor i teologi, en tjänst som 1828  omvandlades till en professur i teologisk sedelära. Lagus hade redan då  fått flera viktiga poster inom kyrkan, bland annat som kyrkoherde i Kuopio och Borgå.

## Utmärkelser
- Sankt Vladimirs orden, fjärde klassen,  1819[1]

[Redigera Wikidata]